# Simpsons Illustrated
Simpsons Illustrated foi uma revista estadunidense associada ao seriado animado The Simpsons, transmitido pela Fox Broadcasting Company. Seu conteúdo era composto por artigos, entrevistas e histórias em quadrinhos acerca do programa, sua publicação decorreu entre os anos de 1991 e 1993.

## História
Simpsons Illustrated foi produzido por Matt Groening, Bill Morrison, Cindy e Steve Vance; Katy Dobbs era a responsável pela edição editorial. Ao todo, teve dez edições publicadas durante os anos de 1991–93, sendo lançadas quatros edições por ano pela Welsh Publishing Company. Sua circulação era de 1 milhão de exemplares. Em sua primeira edição, lançada em 4 de abril de 1991, Simpsons Illustrated apresentava uma tiragem do Springfield Shopper — jornal fictício —, e um cartaz com todos os personagens da série.
Bill Morrison desenhava e escrevia as histórias em quadrinhos para a revista, enquanto Craig Bartlett era o responsável pela tira de Arnold, que seguidamente foi adaptada para o programa animado Hey Arnold!.
Em sua edição final foi incluída a HQ Simpsons Comics and Stories, onde tornou-se bastante popular e foi responsável pela criação da Bongo Comics.

## Conteúdo
Na revista era apresentado vários artigos detalhados e entrevistas com os produtores e os dubladores do programa, histórias em quadrinhos e fanarts. Também estava presente a tirinha Arnold, que foi seguidamente adaptada na série Hey Arnold!, da rede a cabo Nickelodeon.